# Amauropelta heteroptera
Espèce
Amauropelta heteroptera est une espèce de fougère de la famille des thélyptéridacées. Elle est endémique de l'île de La Réunion, département d'outre-mer français dans le sud-ouest de l'océan Indien. Assez commune, on la rencontre sur tout le territoire insulaire à l'étage mésotherme.

## Synonymes
- Nephrodium heteropterum Desv.
- Aspidium heteropterum (Desv.) Mett.
- Thelypteris heteroptera (Desv.) Tardieu
- Aspidium stipulaceum Mett.
- Phegopteris scalpturata Fée
- Polypodium sieberanum Kaulf.
- Nephrodium tomentosum auct. non Desv[2].